# Yolanda Barcina
Yolanda Barcina Angulo (ur. 4 kwietnia 1960 w Burgos) – hiszpańska polityk i nauczycielka akademicka, była burmistrz (alcaldesa) Pampeluny, przewodnicząca Unii Ludowej Nawarry, od 2011 do 2015 prezydent Nawarry.

## Życiorys
Wychowywała się w Portugalete, gdy miała 17 lat, przeniosła się do Nawarry. Ukończyła studia z zakresu farmacji na Uniwersytecie Nawarry (1984). Zajęła się następnie pracą naukową, prowadząc wykłady m.in. na Uniwersytecie Autonomicznym w Barcelonie. Od 1991 związana z Universidad Pública de Navarra, w 1993 objęła kierownictwo katedry, a w latach 1995–1996 pełniła funkcję zastępcy rektora tej uczelni.
W 1996 zaangażowała się w działalność polityczną – została bezpartyjnym ministrem środowiska w regionalnym rządzie kierowanym przez Miguela Sanza. Stała się wówczas pierwszą kobietą w rządzie Nawarry. Wstąpiła wkrótce do Unii Ludowej Nawarry. W 1999 została wybrana na burmistrza Pampeluny, sprawowała ten urząd do 2011. W 2009 zastąpiła Miguela Sanza na stanowisku przewodniczącego UPN, a po wyborach regionalnych w 2011 zastąpiła go również na funkcji prezydenta wspólnoty (pełniąc te funkcje do 2015). Przed wyborami krajowymi w 2011 w imieniu UPN odnowiła koalicję wyborczą z Partią Ludową w regionie.
W 2015, po odejściu z polityki, została dyrektorem w Telefónice do spraw marki Movistar+.